# Lululemon Athletica
lululemon athletica inc., широко відомий як lululemon  — канадський міжнаціональним виробник спортивного одягу зі штаб-квартирою в Британській Колумбії та зареєстрованим у Делавері, США. Бренд заснований у 1998 році як роздрібний продавець одягу для йоги. Згодом товарна лінійка була розширена спортивним одягом, одягом для життя, аксесуарами та засобами особистої гігієни. Компанія має 574 магазини по всьому світу. 

## Діяльність
У 2019 році Lululemon оголосив про інвестиції в MIRROR, стартап, який продає інтерактивні фітнес-дзеркала з камерою та динаміками для домашніх тренувань. Скориставшись зростаючою тенденцією, коли люди проводять віртуальні тренування вдома замість того, щоб відвідувати спортзал через пандемію COVID-19, 29 червня 2020 року MIRROR був офіційно придбаний Lululemon за 500 мільйонів доларів і був ребрендований в lululemon Studio, яка тепер пропонує тисячі онлайн-класів з тренувань для своїх клієнтів прямо на кінчиках їхніх пальців. Компанії також планували створити новий контент для пристрою, починаючи з класів медитації. Після придбання Lululemon зафіксувала витрати на знецінення після оподаткування у розмірі $442,7 млн, пов'язані з придбанням, наприкінці 2022 фінансового року.
У 2024 році Lululemon athletica inc. погодилася придбати операційну діяльність та роздрібні точки свого франчайзингового партнера в Мексиці за нерозкриту суму.

## Маркетинг
Компанія використовує «партизанський маркетинг», змушуючи клієнтів відчути, що, вдягаючись у Lululemon, вони стають частиною більшої спільноти.  Соціальні мережі, включаючи Facebook, X (колишній Twitter) та Instagram, є основними комунікаційними каналами для просування компанії та її продуктів. Lululemon також пропонує знижку 25% на замовлення фітнес-інструкторам.

## Продукція
Lululemon продає спортивний одяг, включаючи топи, штани для йоги - продукт, винайдений компанією, шорти, светри, куртки та нижню білизну, а також аксесуари для волосся, сумки, килимки для йоги, пляшки для води та засоби особистої гігієни, такі як дезодорант і сухий шампунь.  Lululemon зареєструвала торгову марку своєї оригінальної тканини Luon, яка містила більшу, ніж зазвичай, кількість нейлонових мікроволокон, у 2005 році. Відтоді компанія випустила кілька різних типів тканин, включаючи компресійні та вологовідвідні конструкції. Lululemon насамперед відомий своїми легінсами, які вперше зробили бренд популярним.